# Vassångare
Vassångare (Locustella luscinioides) är en fågel som tillhör familjen gräsfåglar (Megaluridae) som tidigare ingick i den idag uppdelade familjen sångare (Sylviidae). Den häckar i Europa och västra Asien. Vintertid flyttar den till Afrika söderut till Etiopien och Sudan. Arten tillhör sedan 1990-talet den svenska häckfågelsfaunan. IUCN kategoriserar den som livskraftig.

## Utseende och läte
Vassångaren är en medelstor sångare. Den adulta fågeln har ostreckad gråbrun rygg, vitaktig grå undersida och likadant färgad understjärt, vilket skiljer den från flodsångaren. Könen är lika, som hos de flesta sångare, men i juvenil dräkt är den gulare på undersidan. 

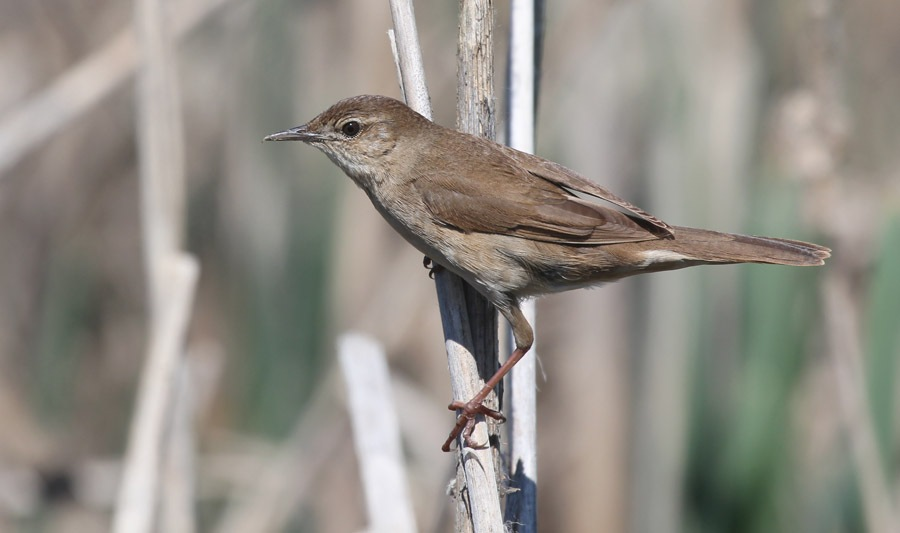

Den är ingen skygg fågel, men kan vara svår att observera i vassen när den inte sjunger. Sången är ett monotont mekaniskt insektsliknande ringande, som ofta framförs i gryningen. Den liknar gräshoppsångarens sång, men är snabbare och djupare.
Ljudexempel:
- ex.1 (mp3)
- ex.2 (mp3)

## Utbredning och systematik
Vassångaren är en flyttfågel som häckar i nordvästra Afrika, kontinentala Europa (i norr till Sverige och Finland) och Asien österut till västra Kina. Den övervintrar i Afrika söder om Sahara. Under flyttningen passerar större delar av norra Afrika, norra Mellanöstern och området kring Persiska viken. Tillfälligt har den påträffats i bland annat Norge, Storbritannien (där den även häckat) och på Irland.

### Släktskap
Genetiska studier visar att den är närmast släkt med flodsångaren (L. fluviatilis), och dessa två förvånande nog systergrupp till den sparsamt utbredda afrikanska arten bambusmygsångare (L. alfredi), tidigare i Bradypterus.

### Familjetillhörighet
Gräsfåglarna behandlades tidigare som en del av den stora familjen sångare (Sylviidae). Genetiska studier har dock visat att sångarna inte är varandras närmaste släktingar. Istället är de en del av en klad som även omfattar timalior, lärkor, bulbyler, stjärtmesar och svalor. Idag delas därför Sylviidae upp i ett flertal familjer, däribland Locustellidae.

### Underarter och deras morfologiska skillnader
Vassångaren delas vanligen in i tre underarter. Nedan beskrivs utbredningsområde och särskiljande kännetecken gentemot nominatformen:
- västlig vassångare[9] Locustella luscinioides luscinioides häckar från centrala och östra Europa till Iberiska halvön och Nordafrika. Den övervintrar söderut till Sudan.
- Locustella luscinioides sarmatica häckar från Ukraina och Azovsjön till Volga och södra Uralbergen. Den övervintrar i nordöstra Afrika. Fjäderdräkten är något mattare i färgerna.
- Locustella luscinioides fusca häckar från Turkiet och Jordanien till Centralasien. Den övervintrar till Sudan och Etiopien. Denna underart är något mindre men framför allt mer långstjärtad och långnäbbad än nominatformen, med något ljusare och mer gråbrun fjäderdräkt ovan.

I verket Handbook of Western Palearctic Birds (Shirihai & Svensson 2018) anses skillnaderna mellan nominatformen och sarmatica vara så små att den senare synonymiseras med den förra.

### Förekomst i Sverige
Vassångaren observerades första gången i Sverige 1947. Efter 1967 observerades den årligen. 1992 konstaterades den första säkra häckningen i Hammarsjön. Numera betraktas vassångaren som en regelbunden häckfågel i Sverige, i vassområden i näringsrika slättsjöar i Skåne, Västergötland, Östergötland, södra Värmland, Närke, Västmanland och Uppland.

## Ekologi
Vassångaren uppehåller sig i vassruggar, ofta med inslag av buskar. Den lägger fyra till sex ägg i ett bo i vassen från slutet av april i västra och centrala Europa, något tidigare i Sydeuropa. Vassångaren lever huvudsakligen av insekter men kan också ta spindlar och små blötdjur.

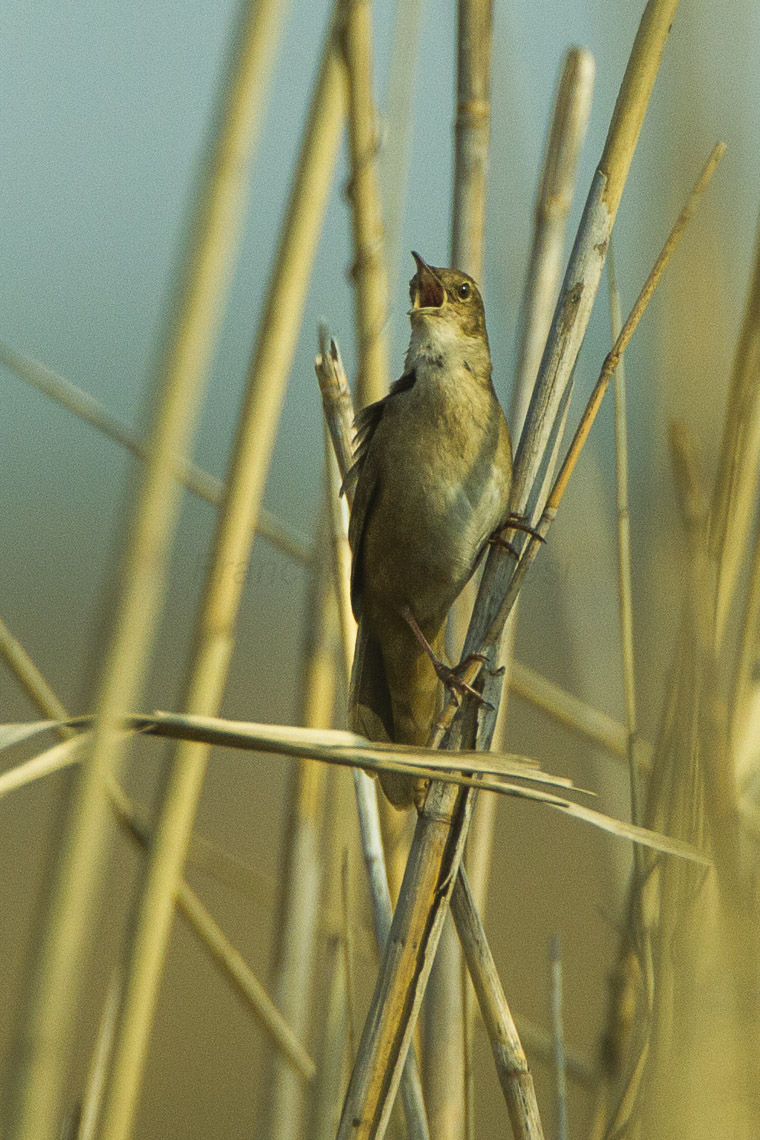
Sjungande vassångare i Ungern.

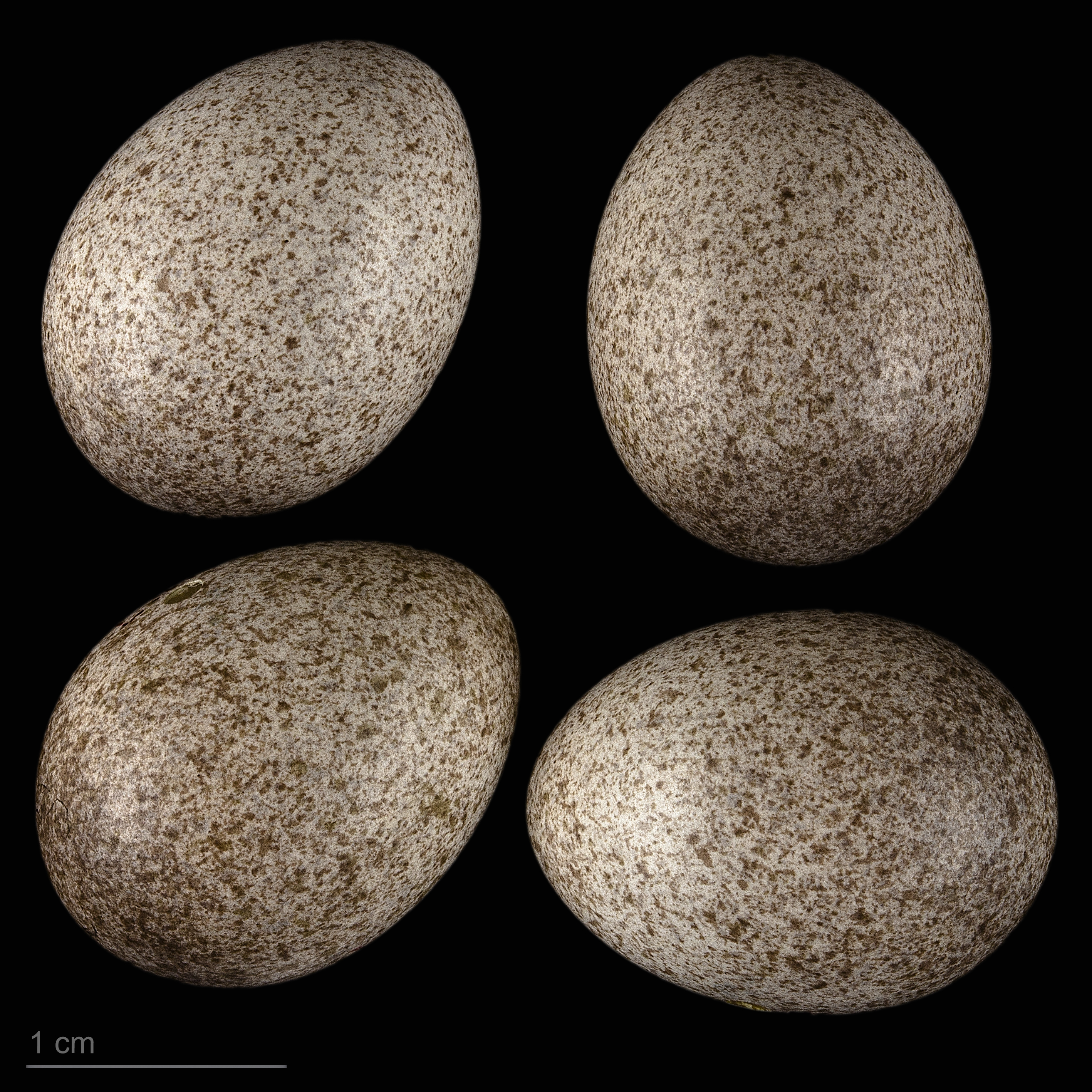
Locustella luscinioides

## Status
Arten har ett stort utbredningsområde och internationella naturvårdsunionen IUCN kategoriserar arten som livskraftig. Beståndsutvecklingen är dock oklar. Världspopulationen uppskattas till mellan 1 150 000 och 2 020 000 könsmogna individer.
Vassångaren är känd för varierande bestånd, troligen orsakat av habitatförändringar som utdikningar och naturliga variationer i vattennivåer, liksom väderförhållande i de afrikanska vinterkvarteren. Våtmarksmiljöer är känsliga för påverkan från människan i form av utdikning och igenväxning. Arten kan möjligen också vara sårbar för framtida klimatförändringar.

### Status i Sverige
Beståndet i Sverige uppskattas till cirka 50 par och i Artdatabankens rödlista från 2020 kategoriseras den som sårbar (VU).

## Namn
Vassångarens vetenskapliga artnamn luscinioides betyder "näktergalslik", efter näktergalssläktet Luscinia och grekiska ändelsen -oides, "liknande".